# 남상철 (1891년)
남상철(南相喆, 1891년 ~ 1978년)은 일제강점기와 대한민국의 가톨릭 계열 인물이다.

## 생애
본관은 의령으로, 병인박해 때 순교하여 후에 가톨릭 성인이 된 남종삼의 손자이다. 남종삼이 처형될 때 가족들도 함께 죽었으나, 둘째 아들은 어린 나이라 목숨을 건져 대를 이었다. 남상철의 아버지가 이때 살아남은 남종삼의 아들이다.
세례명은 프란치스코이며 일본에 유학하여 와세다 대학을 졸업했다. 귀국한 뒤에는 충청북도 음성군 감곡면의 매괴보통학교에서 교사로 근무했다. 일제 강점기 동안 음성 지역 유지로 활동하면서, 1921년부터 감곡면장 겸 충청북도 도의회 의원이 되어 20여 년간 재직하기도 했다.
일제 강점기 말기에 가톨릭 지도자로서 조선총독부의 전쟁 체제에 협조한 행적이 있다. 1940년부터 태평양 전쟁 종전 때까지 활동했던 가톨릭의 전쟁협력 단체인 국민총력천주교경성교구연맹에서 활동하였으며, 1942년부터는 노기남의 뒤를 이어 이사장을 맡았다.
태평양 전쟁 종전 후에는 한국독립당에 참여하고, 영친왕 이은을 일본에서 귀국시키자는 취지의 영친왕환국추진위원회를 창립하여 회장을 맡았다. 조봉암이 진보당을 창당하기 전에 개최한 광릉회합 참가자 중 한 명이나, 진보당에 가담하지는 않았다. 이밖에도 수녀원 설립 등 가톨릭계에서 많은 활동을 했다.

## 평가
남상철과는 일가뻘인 법조인 남흥우는 온화한 성품이며 신앙심이 깊은 인물이라고 평한 바 있다.
2008년 친일인명사전 편찬을 위해 작성된 민족문제연구소의 친일인명사전 수록예정자 명단 중 천주교 부문에 포함되었다. 이에 천주교 서울대교구는 “전쟁 마지막 시기 종교 등 각 단체 책임을 진 인물은 일본이 강압적으로 만든 총동원단체의 장이 될 수밖에 없는 불가피한 상황이었음을 고려해야 한다.”는 입장을 밝히고, 남상철이 형식적으로 단체에 속했을 뿐 적극 협력자가 아니었다고 주장했다.

## 같이 보기
- 남종삼
- 국민총력천주교경성교구연맹

## 참고 자료
- “"친일명단에 포함된 가톨릭인사 7명 "”. 평화신문. 2008년 5월 11일. 2014년 5월 5일에 원본 문서에서 보존된 문서. 2008년 7월 8일에 확인함.